# Auguste Löber

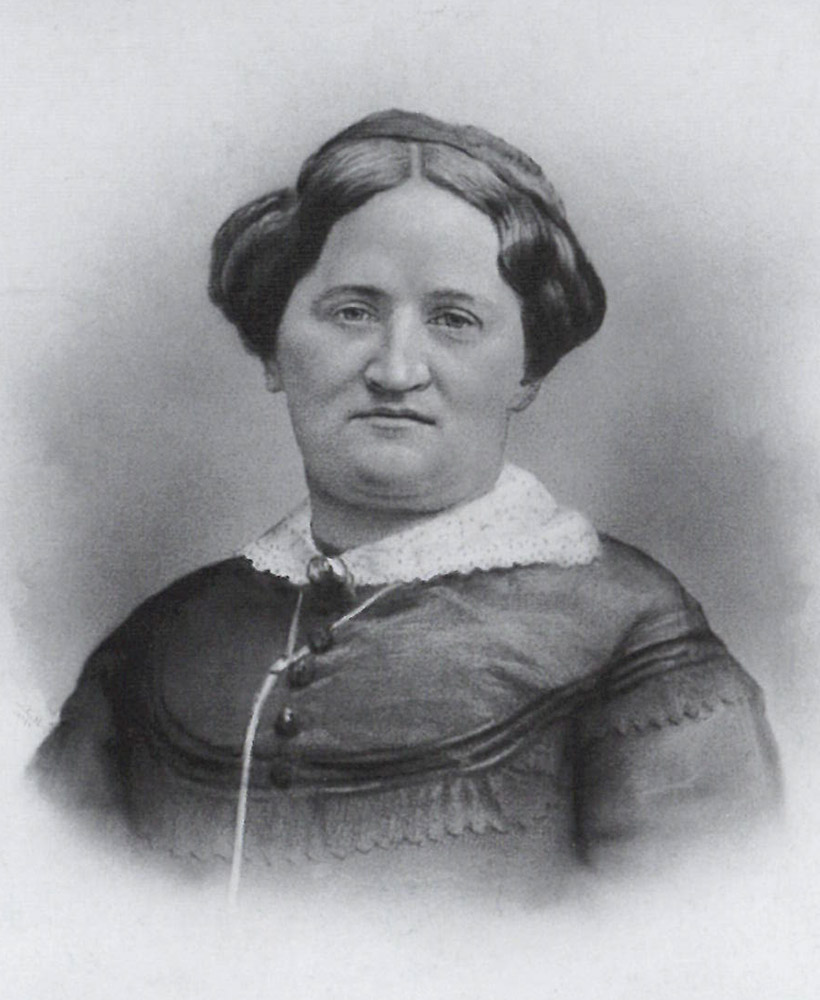
Auguste Löber

Friederike Auguste Löber (* 22. November 1824 in Cottbus als Friederike Auguste Feige; † 15. Januar 1897 ebenda) war eine deutsche Stifterin. Sie begründete mit ihrem Erbe die Auguste-Stiftung in Cottbus.

## Leben
Auguste Feige wurde 1824 in Cottbus als einziges Kind ihrer Eltern geboren. Ihr Vater Johann Samuel Feige betrieb am Cottbuser Markt eine Schankwirtschaft mit Braugerechtigkeit. Im April 1856 lernte sie den aus Osterburg stammenden Kaufmann Ludwig Wilhelm Löber kennen, als dieser während eines Unwetters bei ihr Schutz suchte. Im August desselben Jahres heirateten die beiden. Später machte sich ihr Mann als Konkursverwalter strafbar, da er für Freunde Gelder veruntreute. Er flüchtete zunächst, wurde jedoch gefasst und zu einer Haftstrafe verurteilt, die er im Cottbuser Gefängnis absitzen musste. Dort wurde er oft von seiner Frau besucht. Nach seiner Entlassung wurde das Paar durch die bessere Gesellschaft der Stadt öffentlich gemieden, obwohl der entstandene Schaden beglichen wurde. Auguste, die in dieser Zeit eine Mineralwasserfabrik am Cottbuser Markt betrieb, war inzwischen zu einer wohlhabenden Frau geworden. Sie hatte neben dem Erbe ihrer Eltern auch das Erbe zweier reicher, kinderloser Schwestern ihrer Mutter angetreten. Dieses Geld teilte sie auch mit Hilfesuchenden, für die sie auch selbst kochte. Im Volksmund hieß es in Cottbus deshalb auch: „Geht dein Geld zur Neige, geh' zu Auguste Feige.“

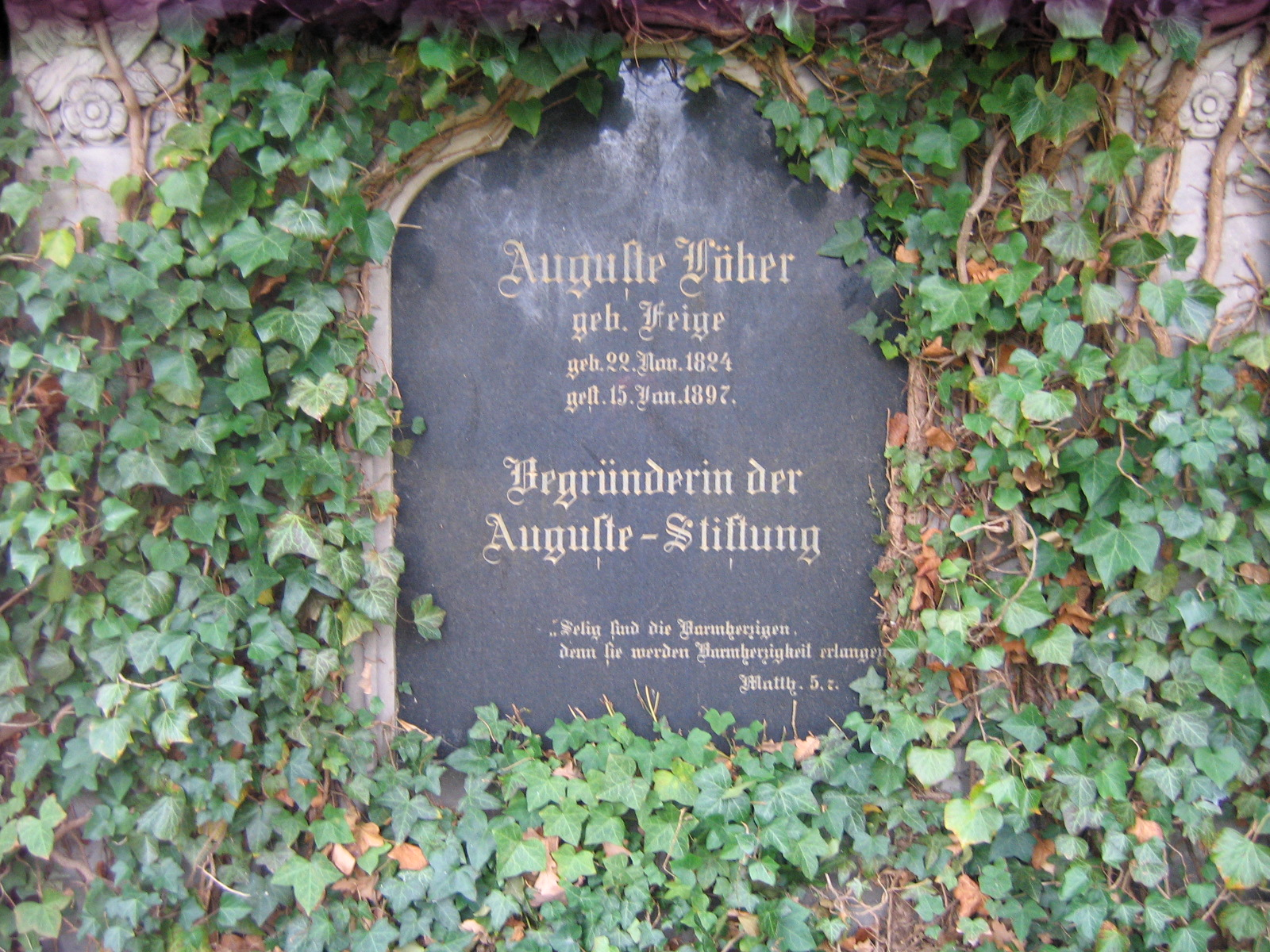
Grabstein von Auguste Löber auf dem Cottbuser Nordfriedhof.

Im Sommer 1896 starb Ludwig Wilhelm Löber. Im darauffolgenden Januar starb auch Auguste Löber. Sie wurde auf dem Cottbuser Nordfriedhof bestattet.

## Auguste-Stiftung
Zwei Tage vor ihrem Tod hatte Auguste Löber in ihrem Testament verfügt, dass ihr Vermögen an die neu geschaffene Auguste-Stiftung gehen soll. Der Wert des Erbes wurde auf  500.000 bis 600.000 Mark geschätzt und umfasste auch einige Grundstücke und Gebäude. Zweck der Stiftung sollte es sein, „unbescholtenen, in Cottbus geborenen evangelischen Mädchen und Witwen besserer Stände, die sich zur Kirche halten“ in einem zu errichtenden Stiftshaus kostenlose Wohnungen und eine monatliche Rente zukommen zu lassen. Bedingung dafür war die Bedürftigkeit der Frauen. Zudem durften verheiratete oder geschiedene Frauen nicht begünstigt werden, falls ihre Ehemänner noch lebten. Von dem Geld wurde in der Inselstraße das Auguste-Stift errichtet, das am 30. Juni 1900 eingeweiht wurde. Es stellte 24 oder 30 Wohnungen sowie Gemeinschaftsräume und Gemeinschaftsbäder zur Verfügung. Eine bekannte Bewohnerin war die Cottbuser Schriftstellerin Amalie Marby. Zudem wurde auf Veranlassung Auguste Löbers in der heutigen Dreifertstraße 8 ein Wohngebäude für Lehrer des nahegelegenen Gymnasiums errichtet.
Durch Spenden von Geld und weiteren Grundstücken wuchs das Vermögen der Stiftung bis in die 1940er Jahre. Nach Ende des Zweiten Weltkriegs geriet die Stiftung durch die veränderten politischen Bedingungen in Bedrängnis. Ab Januar 1946 war die Verwaltung der Stiftung mangels Kuratorium an das Sozialamt von Cottbus übergegangen. Im März 1949 schrieb der Cottbuser Oberbürgermeister Otto Weihrauch einen Brief an die Landesregierung von Brandenburg, in dem er die Auflösung der Stiftung forderte. Dabei störte er sich vor allem daran, dass die Begünstigten der Stiftung laut Satzung nur aus den besseren Ständen kommen durften. Die Auflösung wurde abgelehnt. Stattdessen sollte die Stadt ein neues Kuratorium berufen, das den entsprechenden Passus aus der Satzung entfernen sollte.
Am 7. Februar 1955 wurde durch den Beschluss des Rates der Stadt Cottbus die Auguste-Stiftung aufgelöst. Dieser Beschluss wurde nach der Deutschen Wiedervereinigung wieder rückgängig gemacht. Nach dem Feststellungsbescheid des Brandenburgischen Innenministerium vom 23. September 1998 besteht die Stiftung nach Artikel 231 §3 des EGBGB weiter. Zudem erhielt sie das Stiftungsvermögen zurück, das unter anderem aus sechs teilweise bebauten Grundstücken bestand. Am 24. September 1998 wurde ein neues Kuratorium konstituiert. Der Zweck der Stiftung wurde dabei angepasst. Zukünftig sollten in Cottbus lebende, bedürftige Frauen und Mädchen ohne Ansehen ihrer Glaubensrichtung unterstützt werden. Das Auguste-Stift in der Feigestraße beherbergt seit 2003 ein Reha-Zentrum.

## Ehrungen
1905 wurde der Teil der Inselstraße, an dem sich das Auguste-Stift befindet, in Feigestraße umbenannt. Diesen Namen trägt die Straße noch heute. Damit wurde Auguste Löber unter ihrem Mädchennamen geehrt.